# Парламентська площа
Парламентська площа (англ. Parliament Square, кириліз.: Парламент-сквер) — площа, розташована на північному заході від Вестмінстерського палацу у місті Вестмінстер у центральному Лондоні, Англія. Вона облаштована у XIX столітті й має велику відкриту зелену зону в центрі, з деревами на заході, а також містить дванадцять статуй державних діячів та інших видатних осіб.
Окрім того, що це одна з головних туристичних пам'яток Лондона, площа також є місцем проведення численних демонстрацій і протестів. Парламентську площу оточують різні офіційні установи: законодавча влада — зі сходу (у Палатах парламенту), урядові виконавчі органи — з півночі (на Вайтголлі), судова влада — із заходу (Верховний суд), і церква — з півдня (із Вестмінстерським абатством).
На Парламентській площі представлені всі британські прапори: прапор Сполученого Королівства, прапори його чотирьох країн, прапори графств, три прапори Коронних володінь та шістнадцять геральдичних щитів заморських територій Великої Британії.

## Розташування
Серед будівель, що виходять на площу, — церкви Вестмінстерського абатства та церква святої Маргарити, Вестмінстер; Ратуша Мідлсекс, яка є резиденцією Верховного суду Великої Британії; урядові офіси на Грейт-Джордж-стріт, які обслуговують Скарбницю Її Величности та Податкову службу Його Величности; а також будинок Порткулліс.
Від Парламентської площі відходять такі дороги: Сент-Маргарет-стріт (у напрямку до Міллбанку), Брод-Сенкчуарі (до Вікторія-стріт), Грейт-Джордж-стріт (до Бьордкейдж-Волк), Парламент-стріт (що веде на Вайтголл) і Брідж-стріт (що веде на Вестмінстерський міст).

## Історія

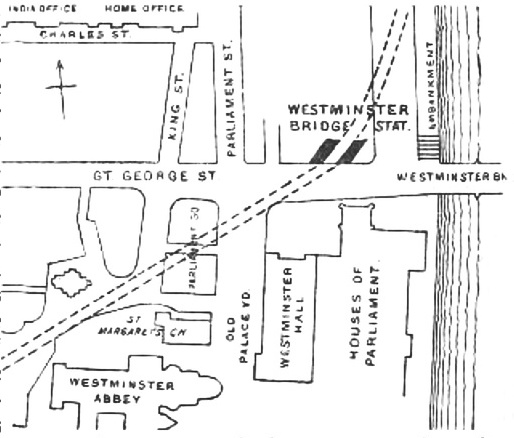
Вулиці навколо Парламентської площі в 1888 році

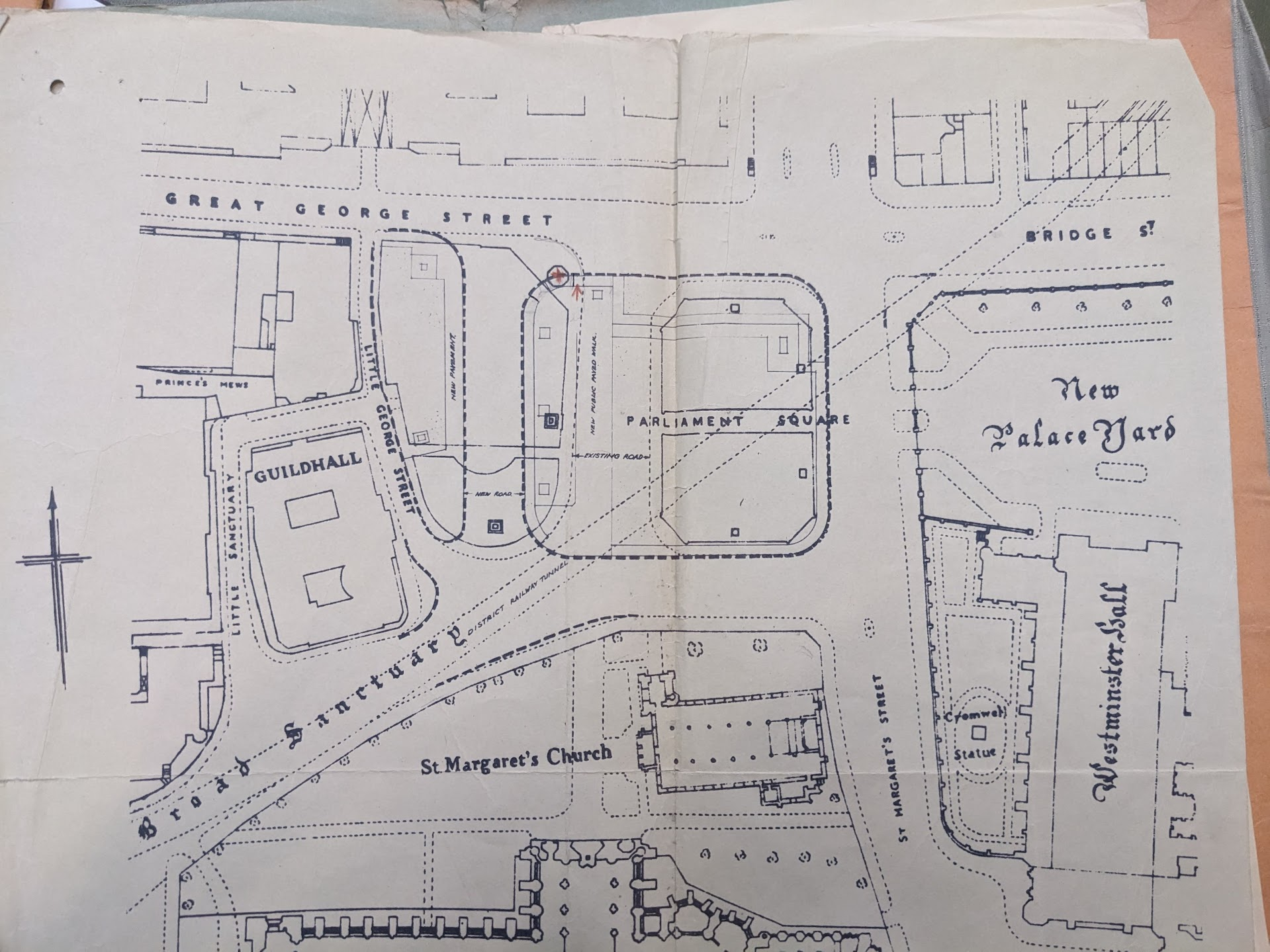
Запропонований план Парламентської площі 1949 року з позначенням червоним кольором місця колишнього Меморіального фонтану Бакстона.

### Початкове планування
Парламентська площа закладена у 1868 році з метою розширення простору навколо Вестмінстерського палацу та покращення транспортного руху, і стала місцем встановлення перших світлофорів у Лондоні. Для облаштування площі довелося знести значну кількість будівель. Архітектором проєкту був сер Чарльз Баррі. Серед початкових об'єктів площі був фонтан пам’яті Бакстона, який у 1949 році було демонтовано, а в 1957 — встановлено на теперішньому місці в парку біля Вікторіанської вежі.
У 1949 році проєкт реконструкції району Парламентської площі у Вестмінстері, Лондон, розробив архітектор Джордж Ґрей Ворнум (1888—1957).

### Зміни після Другої світової війни
Плани щодо перепланування площі виникли ще до Другої світової війни, коли Міністерство транспорту запропонувало:
що більший центральний острів необхідний для забезпечення більшого простору для руху транспорту на Грейт-Джордж-стріт. Якщо подовжити північну сторону центрального острова, очікувалося, що часті затори на перехресті Парламент-стріт і Брідж-стріт з Парламентською площею значно зменшаться.
Після війни Лондонська окружна рада подала оновлений план, який був погоджений Міністерством транспорту та затверджений парламентом у вигляді Закону про вдосконалення Парламентської площі 1949 року (Parliament Square (Improvements) Act 1949). Закон був необхідний через змішану форму власності на землю. Перепланування включало прокладення нових доріг, тротуарів і облаштування садів.
Оскільки вулицю Грейт-Джордж-стріт розширено, а наявну дорогу — перенесено, довелося демонтувати фонтан пам’яті Бакстона. Через те, що архітектура вікторіанської доби була на той час непопулярною, деякі члени парламенту виступали проти повторного встановлення фонтану: принаймні один парламентар заявив, що він «не має жодної художньої цінності». Закон дозволяв демонтаж фонтану, але також зобов'язував його відновити.
Центральний сад площі був переданий від Парламентської власності до юрисдикції Великої Лондонської Адміністрації згідно з Актом про Велику Лондонську Адміністрацію 1999 року. Вона отримала обов'язки з освітлення, прибирання, поливу, мощення та ремонту саду, а також повноваження щодо встановлення правил користування ним.

## Громадські протести
Східна сторона площі, яка розташована навпроти одного з головних входів до Вестмінстерського палацу, традиційно була місцем проведення протестів проти дій або бездіяльності уряду. 1 травня 2000 року площу перетворили на гігантську городню ділянку активісти з руху Поверніть собі вулиці, які провели акцію партизанського садівництва. Останнім часом там кілька років поспіль протестував Браян Го, виступаючи проти дій Великої Британії та США в Іраку. Починаючи з 2 червня 2001 року, він залишив своє місце лише один раз — 10 травня 2004 року, коли його заарештували за відмову залишити територію під час оголошення тривоги безпеки, — та повернувся наступного дня після звільнення. Через нібито порушення, спричинені протестом Го, парламент вніс поправку до Закону про серйозну організовану злочинність і поліцію 2005 року, яка зробила незаконними будь-які протести на Парламентській площі (а також у радіусі приблизно пів милі навколо) без попереднього дозволу комісара поліції столичного округу. Положення цього закону щодо Парламентської площі скасовані Законом про поліційну реформу та соціальну відповідальність 2011 року, який запровадив інші обмеження щодо «заборонених дій».
Закон викликав чимало протестів з боку різних груп, які вбачали в ньому порушення громадянських свобод, включно з Європейською конвенцією з прав людини. Попри все, спочатку закон не досяг своєї мети: Верховний суд постановив, що Браян Го не потребує дозволу, адже його протест розпочався до набуття законом чинності (хоча нові акції мали підпадати під його дію); таким чином, Го залишився на площі. Згодом Апеляційний суд скасував це рішення, зобов'язавши Го подати запит до поліції на дозвіл продовжити протест.

## Пам'ятники
На Парламентській площі розташовано дванадцять статуй британців, представників Співдружности націй та англомовного світу. Вони розташовані проти годинникової стрілки, починаючи зі статуї Вінстона Черчилля, яка дивиться на Парламент.
| Зображення | Особа                                                                               | Розташування                                                                                         | Скульптор             | Дата відкриття    | Примітки | Клас охорони |
| ---------- | ----------------------------------------------------------------------------------- | --- | --------------------- | ----------------- | --- | ------------ |
|            | Вінстон Черчилль Прем'єр-міністр 1940—1945 і 1951—1955                              | Північно-східний край газону 51°30′03″ пн. ш. 0°07′35″ зх. д. / 51.5008° пн. ш. 0.1265° зх. д.       | Айвор Робертс-Джонс   | 1 листопада 1973  | Відкрита Клементиною, баронесою Спенсер-Черчилль. Сам Черчилль висловив бажання, щоб його статуя була саме на цьому місці під час реконструкції площі у 1950-х роках. Перші версії статуї були надто схожі на Беніто Муссоліні. | Grade II     |
|            | Девід Ллойд Джордж Прем'єр-міністр 1916—1922                                        | Північна межа газону                                                                                 | Ґлінн Вільямс         | 25 листопада 2007 | Відкривали принц Уельський і герцогиня Корнуольська. Постамент виготовлено зі сланцю з кар’єру Пенрін, Північний Уельс. | —            |
|            | Ян Смутс Прем'єр-міністр ПАР 1919—1924, 1939—1948                                   | Північна межа газону 51°30′03″ пн. ш. 0°07′37″ зх. д. / 51.5009° пн. ш. 0.1269° зх. д.               | Сер Джекоб Епстайн    | 7 листопада 1956  | Черчилль, повернувшись до влади в 1951 році, побажав спорудити статую Сматсу, але не зміг бути присутнім через хворобу. П'єдестал виготовлений з південноафриканського граніту. | Grade II     |
|            | Генрі Джон Темпл, 3-й віконт Пальмерстон Прем'єр-міністр 1855—1858, 1859—1865       | Північно-західний край газону 51°30′03″ пн. ш. 0°07′38″ зх. д. / 51.5009° пн. ш. 0.1271° зх. д.      | Томас Вулнер          | 2 лютого 1876     | Пальмерстон зображений у середньому віці, ще до прем'єрства. Постамент не відповідає «готичному» стилю інших пам'ятників поруч. | Grade II     |
|            | Едвард Сміт-Стенлі, 14-й граф Дербі Прем'єр-міністр 1852, 1858—1859, 1866—1868      | Північно-західний край газону 51°30′03″ пн. ш. 0°07′38″ зх. д. / 51.5008° пн. ш. 0.1273° зх. д.      | Меттью Нобл           | 11 липня 1874     | Дербі зображено у мантіях канцлера Оксфордського університету. Бронзові рельєфи на постаменті, що ілюструють сцени з його життя, виконав асистент Нобла — Горас Монфорд. | Grade II     |
|            | Бенджамін Дізраелі, 1-й граф Біконсфілд Прем'єр-міністр 1868, 1874—1880             | Західна межа газону 51°30′02″ пн. ш. 0°07′38″ зх. д. / 51.5006° пн. ш. 0.1273° зх. д.                | Маріо Раджі           | 19 квітня 1883    | Статуя була своєрідним «святилищем» Ліги Примроуз — консервативної організації, яка щороку залишала вінки у річницю смерті Дізраелі — на День примули. | Grade II     |
|            | Сер Роберт Піль Прем'єр-міністр 1834—1835, 1841—1846                                | Західна межа газону 51°30′02″ пн. ш. 0°07′38″ зх. д. / 51.5005° пн. ш. 0.1273° зх. д.                | Меттью Нобл           | 1877              | Спершу статую замовили Карло Марокетті, але вона виявилася занадто великою. Меншу версію встановили біля входу до Нью-Пелас-Ярд, але її демонтували у 1868 році й переплавили у 1874. | Grade II     |
|            | Джордж Каннінг Міністр закордонних справ 1807—1809, 1822—1827; Прем'єр-міністр 1827 | На перехресті з Грейт-Джордж-стріт 51°30′04″ пн. ш. 0°07′40″ зх. д. / 51.5010° пн. ш. 0.1277° зх. д. | Сер Річард Вестмакотт | 2 травня 1832     | Спочатку розміщена в Нью-Пелас-Ярд; переміщена сюди в 1949. Образ базується на бюсті роботи сера Френсіса Чантрі, який не схвалював вибір на користь Вестмакотта. | Grade II     |
|            | Авраам Лінкольн Президент США 1861—1865                                             | Перед Міддлсекською гільдією 51°30′02″ пн. ш. 0°07′40″ зх. д. / 51.5006° пн. ш. 0.1278° зх. д.       | Огастес Сент-Годенс   | Липень 1920       | Копія статуї з парку Лінкольна, Чикаго. Відкрита принцом Артором після урочистої передачі американським послом та прийняття прем'єром Девідом Ллойд Джорджем. Первісно мала бути встановлена у 1914, але відклали через суперечки між прихильниками версій Сен-Годенса й Джорджа Грея Барнарда (остання зрештою встановлена в Манчестері). | Grade II     |
|            | Нельсон Мандела Президент ПАР 1994—1999                                             | Південно-західний край газону 51°30′03″ пн. ш. 0°07′35″ зх. д. / 51.5008° пн. ш. 0.1265° зх. д.      | Ієн Волтерс           | 29 серпня 2007    | Рада Вестмінстера раніше відмовила у дозволі встановити статую на Трафальгарській площі. Статую відкрив прем'єр-міністр Гордон Браун у присутності Венді Вудс, вдови Дональда Вудса, борця проти апартеїду, та британського актора Річарда Аттенборо. | —            |
|            | Магатма Ґанді Лідер боротьби за незалежність Індії                                  | Західна межа газону 51°30′02″ пн. ш. 0°07′38″ зх. д. / 51.50057° пн. ш. 0.12724° зх. д.              | Філіп Джексон         | 14 березня 2015   | Статуя лідера руху за незалежність Індії Махатми Ґанді заснована на фотографії Ґанді перед офісом прем'єр-міністра Рамсея Макдональда у 1931 році. Відкрита міністром фінансів Індії Аруном Джайтлі на честь сторіччя повернення Ґанді з Південної Африки. Серед промовців на відкритті були прем'єр-міністр Девід Кемерон, актор Амітаб Баччан та онук Ґанді Ґопалкрішна Ґанді. | —            |
|            | Міллісент Фосетт Борчиня за виборчі права жінок                                     | Північно-західний край газону 51°30′03″ пн. ш. 0°07′39″ зх. д. / 51.50083° пн. ш. 0.12738° зх. д.    | Джилліан Вірінг       | 24 квітня 2018    | Встановлена на честь сторіччя надання виборчого права жінкам у Великій Британії після кампанії під проводом Керолайн Кріадо-Перес. Це перша статуя жінки на Парламентській площі та перша, створена жінкою-скульпторкою. Дама Міллісент була президенткою Національного союзу жіночих виборчих товариств понад 20 років та співзасновницею коледжу Ньюнем у Кембриджі. Зображена у віці 50 років — саме тоді вона очолила Союз. На банері, який вона тримає, написано: «Відвага кличе до відваги всюди» — цитата з її промови після загибелі суфражистки Емілі Вайлдінг Девісон. | —            |

## Демонстрації
Кампанія миру на Парламентській площі була мирною акцією протесту, розпочатою Браяном Го у 2001 році та продовжена Барбарою Такер до 2013 року.
У травні 2010 року на площі було створено табір миру, відомий як Поселення Демократії, щоб протестувати проти участі британського уряду у вторгненні на Близькому Сході, який став еклектичним рухом, що охоплює ліві причини та антиглобалістські протести. Мер Лондона Борис Джонсон звернувся до суду з проханням усунути їх, і після того, як демонстранти програли апеляцію в липні 2010 року, лорд Нойбергер постановив виселити протестувальників, які таборували на площі. Останні намети демонтовані в січні 2012 року.